# David Wolf

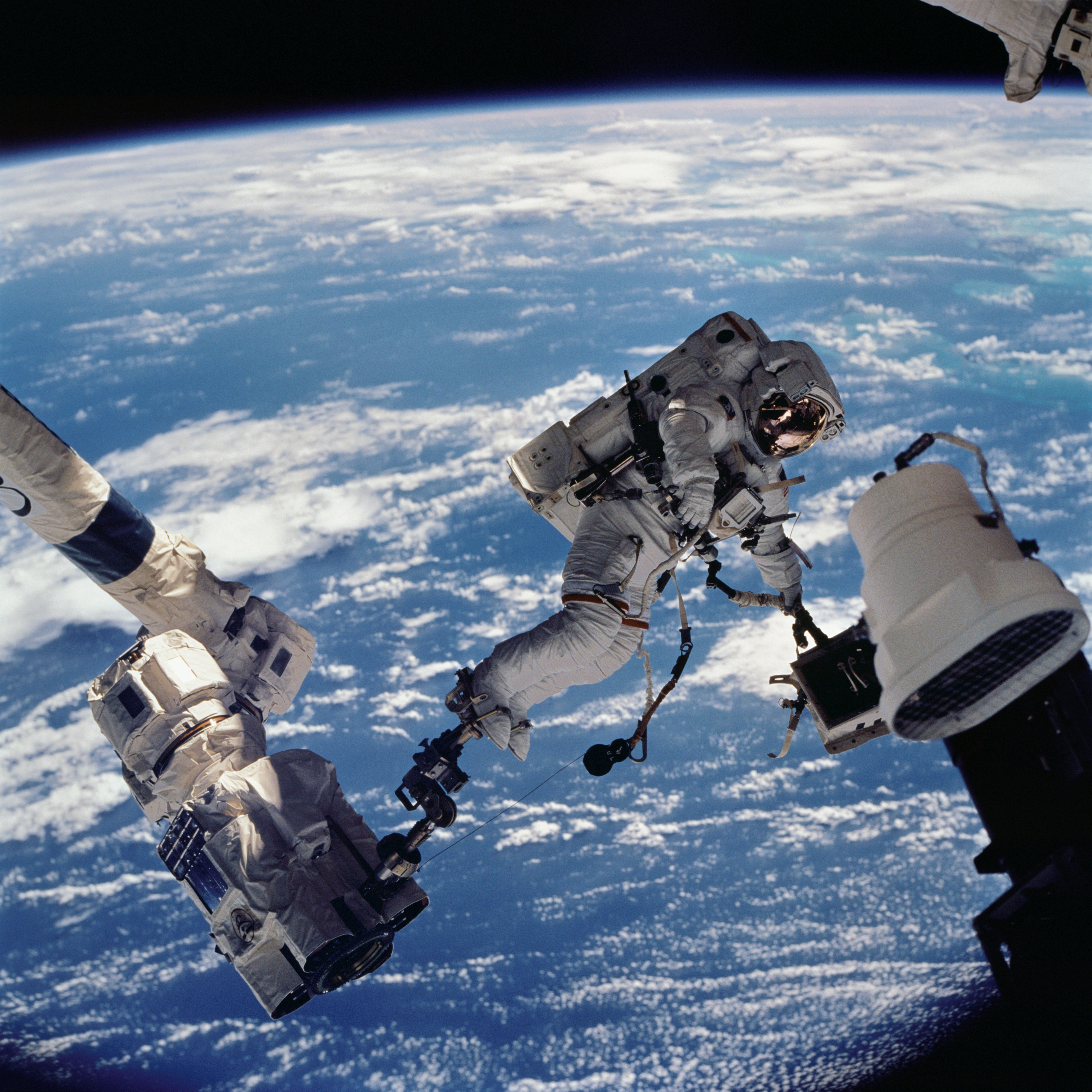
Misja STS-112 – David Wolf podczas pracy w otwartej przestrzeni kosmicznej

David Alexander Wolf (ur. 23 sierpnia 1956 w Indianapolis) – amerykański astronauta, inżynier, lekarz pochodzenia żydowskiego.

## Wykształcenie i praca zawodowa
- 1974 – ukończył North Central High School w Indianapolis.
- 1978 – uzyskał licencjat i tytuł inżyniera elektryka na Purdue University.
- 1980 – został pracownikiem naukowym Indianapolis Center for Advanced Research, w którym pracował do 1983, prowadząc m.in. pionierskie badania w dziedzinie ultrasonografii.
- 1982 – uzyskał tytuł lekarza medycyny w Indiana University School of Medicine.
- 1983 – zdobył dodatkowe uprawnienia lekarskie (medical intern) w Szpitalu Metodystów w Indianapolis. Po uzyskaniu w bazie sił powietrznych Brooks w San Antonio kwalifikacji wojskowego lekarza lotniczego (flight surgeon), rozpoczął w tym charakterze służbę w korpusie lotniczym Gwardii Narodowej Stanów Zjednoczonych. Wkrótce potem został skierowany do Centrum Lotów Kosmicznych im. Lyndona B. Johnsona (JSC) w Houston.
- 1999 – w stopniu podpułkownika zakończył siedemnastoletnią służbę w Gwardii Narodowej.

## Kariera astronauty i praca w NASA
- 1983 – rozpoczął pracę w NASA. Najpierw kierował programem budowy echokardiografu przeznaczonego do użytku w warunkach nieważkości. Po jego ukończeniu został głównym inżynierem projektu budowy przedziału medycznego dla stacji kosmicznej (Space Station Medical Facility), działającego obecnie na ISS.
- 1984 – uczestniczył w naborze do 10. grupy astronautów NASA, ale się do niej nie zakwalifikował.
- 1986 – został głównym inżynierem (a później kierownikiem) tzw. bioreaktora kosmicznego, programu specjalistycznych badań biotechnologicznych nad nowotworami złośliwymi.
- 17 stycznia 1990 – został przyjęty do 13. grupy astronautów NASA i rozpoczął szkolenie podstawowe w JSC.
- 1991 – w lipcu zakończył kurs podstawowy i uzyskał kwalifikacje specjalisty misji. Następnie został skierowany do pracy w Centrum Kosmicznym im. Johna F. Kennedy’ego (KSC) przy testowaniu wahadłowców.
- 18 października – 1 listopada 1993 – uczestniczył w misji kosmicznej STS-58.
- 1994–1995 – pełnił funkcję operatora łączności (CapCom) m.in. podczas pierwszego i trzeciego dokowania amerykańskiego wahadłowca do rosyjskiej stacji kosmicznej Mir.
- 1996–1998 – odbył trening w Centrum Wyszkolenia Kosmonautów im. J. Gagarina w Gwiezdnym Miasteczku pod Moskwą. Przygotowywał się do długotrwałego pobytu na stacji Mir. Pod koniec 1997 wystartował na pokładzie promu Atlantis (STS-86) do ponad czteromiesięcznego lotu.
- Sierpień 2001 – został oficjalnie włączony do składu załogi misji STS-112.
- Październik 2002 – odbył blisko jedenastodniowy lot na pokładzie wahadłowca Atlantis w ramach wyprawy STS-112.
- 11 lutego 2008 – po raz czwarty został wyznaczony do lotu w kosmos. Został specjalistą lotu STS-127[1].
- Lipiec 2009 – na pokładzie wahadłowca Endeavour uczestniczył w blisko szesnastodniowej misji kosmicznej STS-127.
- Był także starszym instruktorem EVA z dodatkowymi kwalifikacjami operatora systemu zdalnie sterowanego manipulatora promu kosmicznego.
- Grudzień 2012 – opuścił szeregi NASA.

## Odznaczenia i nagrody
- NASA Exceptional Engineering Achievement Medal (1990)
- Nagroda NASA dla „Wynalazcy roku” (1992)
- NASA Space Flight Medal (1993, 1998, 2002, 2009)
- Order Przyjaźni (1998, Rosja)
- Medal „Za zasługi w podboju kosmosu” (2011, Rosja)[2]
- Doktorat honorowy Uniwersytetu Indiany
- Universal Astronaut Insignia za lot orbitalny (nr 303) – Stowarzyszenie Uczestników Lotów Kosmicznych (Association of Space Explorers(inne języki))[3]

## Wykaz lotów
| Loty kosmiczne, w których uczestniczył David A. Wolf                     | Loty kosmiczne, w których uczestniczył David A. Wolf | Loty kosmiczne, w których uczestniczył David A. Wolf | Loty kosmiczne, w których uczestniczył David A. Wolf | Loty kosmiczne, w których uczestniczył David A. Wolf | Loty kosmiczne, w których uczestniczył David A. Wolf   | Loty kosmiczne, w których uczestniczył David A. Wolf |
| Nr                                                                       | Data startu                                          | Statek kosmiczny                                     | Data lądowania                                       | Statek kosmiczny                                     | Funkcja                                                | Czas trwania                                         |
| ------------------------------------------------------------------------ | ---------------------------------------------------- | ---------------------------------------------------- | ---------------------------------------------------- | ---------------------------------------------------- | ------------------------------------------------------ | ---------------------------------------------------- |
| 1                                                                        | 18 października 1993                                 | STS-58 Columbia F-15                                 | 1 listopada 1993                                     | STS-58 Columbia F-15                                 | Specjalista misji (MS-3)                               | 14 dni, 12 minut i 32 sekundy                        |
| 2                                                                        | 26 września 1997                                     | STS-86 Atlantis F-20                                 | 31 stycznia 1998                                     | STS-89 Endeavour F-12                                | Specjalista misji (MS-5) Inżynier pokładowy stacji Mir | 127 dni, 20 godzin, 50 sekund                        |
| 3                                                                        | 7 października 2002                                  | STS-112 Atlantis F-26                                | 18 października 2002                                 | STS-112 Atlantis F-26                                | Specjalista misji (MS-1)                               | 10 dni 19 godzin 57 minut i 49 sekund                |
| 4                                                                        | 15 lipca 2009                                        | STS-127 Endeavour F-23                               | 31 lipca 2009                                        | STS-127 Endeavour F-23                               | Specjalista misji (MS-1)                               | 15 dni 16 godzin 44 minuty i 58 sekund               |
| Łączny czas spędzony w kosmosie – 168 dni, 8 godzin, 56 minut i 9 sekund |                                                      |                                                      |                                                      |                                                      |                                                        |                                                      |